# Coronella austriaca
La culebra lisa europea (Coronella austriaca) es una especie de serpiente de la familia de las culebras, que se distribuye desde el norte de la península ibérica hasta Irán y el Cáucaso.

## Descripción

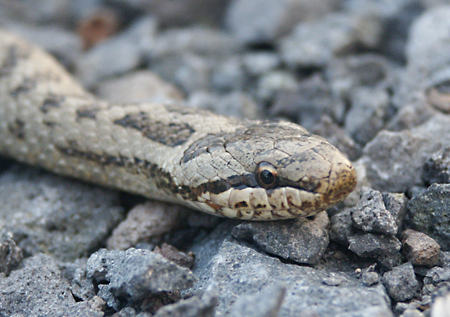

Se trata de una culebra de tamaño pequeño, uno de los ofidios ibéricos más reducidos: los adultos sobrepasan raramente los 60 cm de longitud y los 50 g de peso. La cabeza tiene forma ovalada, y aparenta ser, en proporción al cuerpo, relativamente pequeña.[cita requerida]
Generalmente gris, varía desde tonos rojizos hasta el gris humo. Sobre este, se observan manchas alineadas longitudinalmente como puntos marrones bordeados en negro, que pueden aparecer muy difusos. El píleo es oscuro. Es muy característico de esta especie la presencia de una línea, parda o negra, que recorre los laterales de la cabeza; se inicia en los orificios nasales, rodea el ojo por debajo y se prolonga hasta el cuello.[cita requerida]
Es un ofídio aglifo, no venenoso. La hembras tienen una longitud mayor que los machos.[cita requerida] Suele ser inofensiva para los seres humanos.

## Hábitat
En la región atlántica de la península ibérica ocupa hábitats con una buena cobertura vegetal arbustiva como pueden ser linderos y claros de bosques caducifolios y mixtos o zonas de cultivos y praderas. En la región mediterránea, ocupa pastizales con rocas, zonas de matorral o bosques abiertos de coníferas (Pinus spp.) o caducifolios (Quercus spp.). [cita requerida]

## Alimentación
Se le considera sauriófago, aunque preda sobre roedores y musarañas. Lagartijas, luciones y eslizones representan casi el 80% de sus presas. Caza a la espera, o buscando activamente bajo piedras o en grietas.

## Predadores
Entre sus depredadores sobre todo rapaces diurnas como el águila culebrera (Circaetus gallicus), mamíferos carnívoros e incluso reptiles, sobre todo en ejemplares jóvenes. Se han descrito varios casos de canibalismo.